# 진의장
진의장(陳義丈, 1945년 3월 6일 ~ , 경상남도 통영시)은 대한민국의 공무원 출신 정치인이다. 제31·32대 경남 통영시장이다.

## 학력
- 1958년 통영초등학교 졸업
- 1961년 통영중학교 졸업
- 1963년 통영고등학교 3학년 1학기 수료
- 1968년 서울대학교 법과대학 LL.B. 졸업
- 1995년 부산대학교 환경대학원 환경공학 석사 졸업

## 경력
- 1971년 제10회 행정고시 합격
- 1972년 체신부 사무관 임관
- 1973년 마산세무서 총무과장
- 1986년 하동세무서장
- 1989년 충무세무서장
- 1990년 중부산세무서장
- 1992년 동부산세무서장
- 1993년 서부산세무서장
- 1993년 부산지방국세청 재산세국장
- 1989년 통영문화재단설립 추진위원장
- 2003년 10월 ~ 2006년 6월 제31대 경남 통영시장
- 2006년 7월 ~ 2010년 6월 제32대 경남 통영시장
- 2015년 6월 ~ 2016년 7월 창원산업진흥재단 원장
- 2016년 7월 ~ 2018년 3월 창원산업진흥원 원장

## 약력
- 1990년:몸속에 녹아있는 詩(시집)
- 1995년:통영벅수(수필집)
- 한국미술협회 회원
- 개인전 3회
- ASIA 현대미술전(1980년 일본 동경미술관)
- 사롱 도톤느전(1988년 파리 그랑파레미술관)
- 사롱 앙데팡당전(1993년 파리 그랑파레미술관)
- 김경화비 건립 및 김경미술상제정
- 한국문인협회 회원
- 수향수필 회원
- 한국수필문학회 추천완료
- 한국수학협회 회원
- 『존재와 가능의 수학적 명상』발표(2003년)
- 『주간기획 르포13』마산MBC TV 시사프로그램 사회
- 부산 MBC 라디오 별이 빛나는 밤에 『내마음의 詩』담당
- 부산목요학술 회원
- 서울대학교 총동창회 이사
- 통영고등학교 총동창회 부회장
- 통영시 축구협회장
- 한국해양소년단 통영·거제·고성 연맹장
- 진의장 세무회계사무소

## 역대 선거 결과
|  | 26.30% |

|  | 22.04% |

|  | 53.0% |

|  | 51.35% |

|  | 17.65% |

|  | 40.36% |

|  | 17.26% |